# Scandia (växter)
För andra betydelser, se Scandia.
Scandia är ett släkte av flockblommiga växter. Scandia ingår i familjen flockblommiga växter.
Kladogram enligt Catalogue of Life:
| Scandia | \| \| Scandia geniculata \| \| \| \| \| \| Scandia rosifolia \| \| \| \| |
|         | \| \| Scandia geniculata \| \| \| \| \| \| Scandia rosifolia \| \| \| \| |
|         | Scandia geniculata                                                       |
|         |                                                                          |
|         | Scandia rosifolia                                                        |
|         |                                                                          |